# George Marshall
George Catlett Marshall (ur. 31 grudnia 1880 w Uniontown, zm. 16 października 1959 w Waszyngtonie) – amerykański dowódca wojskowy, generał armii United States Army, uczestnik I i II wojny światowej, polityk, 50. Sekretarz stanu Stanów Zjednoczonych (1947–1949), sekretarz obrony USA (1950–1951), przewodniczący Amerykańskiego Czerwonego Krzyża, laureat Pokojowej Nagrody Nobla (1953).

## Życiorys
Od 1901 w armii amerykańskiej. Do czasu wybuchu II wojny światowej pełnił wiele funkcji związanych ze szkoleniem, planowaniem oraz modernizacją uzbrojenia. W 1939 prezydent Franklin Delano Roosevelt mianował go szefem Sztabu Armii Lądowej. Marshall pełnił tę funkcję do 1945. W latach 1947–1949 był sekretarzem stanu w ekipie Harry’ego Trumana.
Uważany jest za współtwórcę doktryny Trumana oraz twórcę planu pomocy gospodarczej dla Europy – European Recovery Program, od jego nazwiska nazwanego Planem Marshalla. Marshall, w przemówieniu wygłoszonym 5 czerwca 1947 na Uniwersytecie Harvarda, powiedział: Stany Zjednoczone powinny zrobić wszystko, co jest w ich mocy, by pomóc w powrocie do zdrowia gospodarczego na świecie, bez którego nie może być politycznej równowagi i pokoju. Plan ten został zrealizowany w latach 1948–1951 – brało w nim udział 16 państw europejskich i Turcja. Państwa bloku wschodniego (m.in. Polska) oraz Finlandia odmówiły udziału w programie pod naciskiem ZSRR, uznającego ten plan za próbę szerzenia kapitalizmu przez USA.
22 marca 1946 – w uznaniu wybitnego przywództwa, jako szefa sztabu armii i członka Kolegium Połączonych Szefów Sztabów (Joint Chiefs of Staff), w planowaniu rozbudowy, wyposażenia, szkolenia i rozmieszczenia Armii Stanów Zjednoczonych oraz w formułowaniu i wdrażaniu globalnej strategii, która doprowadziła do zwycięstwa w II wojnie światowej, a także w podziękowaniu wszystkim członkom Armii Stanów Zjednoczonych, którzy służyli pod jego dowództwem z heroicznym oddaniem i osobistym poświęceniem – został uhonorowany Złotym Medalem Kongresu (Congressional Gold Medal) – jednym z najwyższych odznaczeń cywilnych w Stanach Zjednoczonych.
W 1949 Marshall zrezygnował z pracy w Departamencie Stanu i został przewodniczącym Amerykańskiego Czerwonego Krzyża. W latach 1950–1951 był sekretarzem obrony USA.
W uznaniu zasług w stworzeniu „Planu Marshalla” w 1953 został uhonorowany Pokojową Nagrodą Nobla. Człowiek Roku 1943 i 1947 według magazynu „Time”.

## Awanse
- podporucznik US Army – 2 lutego 1902
- porucznik US Army – 7 marca 1907
- kapitan US Army – 1 lipca 1916
- major National Army – 5 sierpnia 1917
- podpułkownik National Army – 5 stycznia 1918
- pułkownik National Army – 27 sierpnia 1918
- kapitan Regular Army – 30 czerwca 1920 (przywrócony do stopnia czasu pokoju)
- major Regular Army – 1 lipca 1920
- podpułkownik Regular Army – 21 sierpnia 1923
- pułkownik Regular Army – 1 września 1933
- generał brygadier Regular Army – 1 października 1936
- generał major Regular Army – 1 lipca 1939
- generał porucznik Regular Army – 1 sierpnia 1939
- generał Regular Army – 1 września 1939
- generał armii – 16 grudnia 1944; na stałe w regularnej armii – 11 kwietnia 1946

## Odznaczenia
- Medal Sił Lądowych za Wybitną Służbę – dwukrotnie
- Srebrna Gwiazda
- Philippine Campaign Medal
- Medal Zwycięstwa I WŚ
- Medal Armii Okupacyjnej Niemiec
- Medal Amerykańskiej Służby Obronnej
- Medal Kampanii Amerykańskiej
- Medal Kampanii Azji-Pacyfiku
- Medal Kampanii Europy-Afryki-Bliskiego Wschodu
- Medal Zwycięstwa w II Wojnie Światowej
- Medal Służby Obrony Narodowej
- Order Zasługi Wojskowej (Brazylia)
- Krzyż Wielki Orderu Zasługi (Chile)
- Order Abdon Calderon I klasy (Ekwador)
- Krzyż Wielki Legii Honorowej (Francja)
- Krzyż Wojenny 1939–1945 (Francja)
- Krzyż Wielki Orderu Jerzego I (Grecja)
- Krzyż Wielki Orderu Oranje-Nassau (1947, Holandia)
- Order Boyaca (Kolumbia)
- Order Zasługi Wojskowej I klasy (Kuba)
- Wielka Wstęga Orderu Alawitów (Maroko)
- Medal of La Solidaridad II klasy (Panama)
- Wielki Oficer Orderu Słońca Peru (Peru)
- Krzyż Wielki Orderu Łaźni (Wielka Brytania)
- Order Korony Italii (Włochy)
- Order Świętych Maurycego i Łazarza (Włochy)
- Order Suworowa I klasy (ZSRR)